# Xolo Maridueña

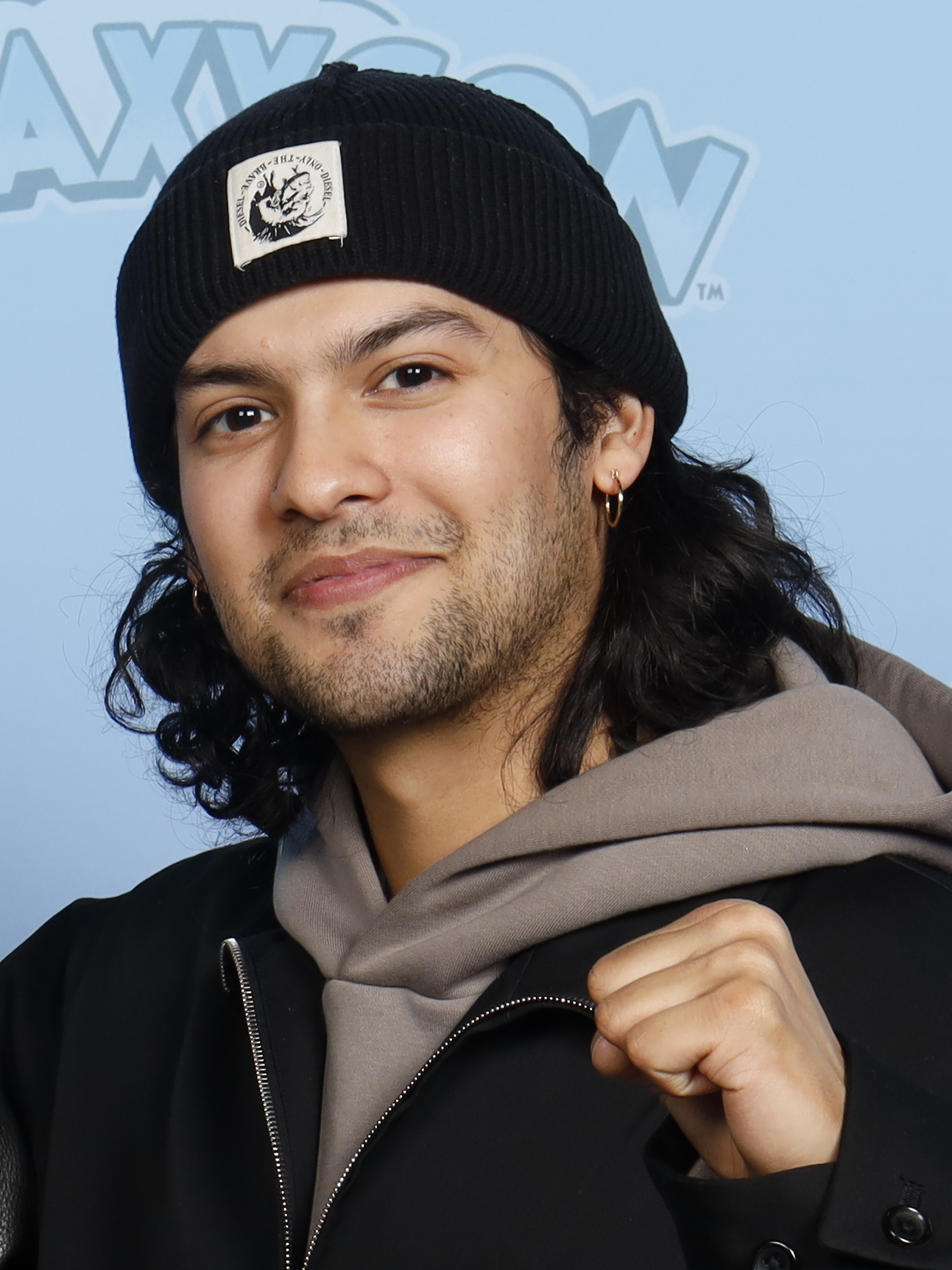
Xolo Maridueña (2024)

Xolo Maridueña (* 9. Juni 2001 in Los Angeles, Kalifornien als Ramario Xolo Ramirez) ist ein US-amerikanischer Filmschauspieler.

## Leben und Wirken
Maridueña wurde in Los Angeles geboren, seine Familie hat mexikanische, ecuadorianische und kubanische Wurzeln. Maridueña spielte seine erste Rolle im Jahr 2012. In der Fernsehserie Parenthood spielte er von 2012 bis 2015 in mehr als 50 Folgen die Rolle von Victor Graham. Von 2018 bis 2025 spielt er in der später von Netflix übernommenen YouTube-Originalserie Cobra Kai die Hauptrolle des Miguel Diaz.
In der Comicverfilmung Blue Beetle übernahm er die titelgebende Hauptrolle.

## Filmografie (Auswahl)
- 2012–2015: Parenthood (Fernsehserie, 41 Folgen)
- 2013: Dealin’ with Idiots
- 2013: Major Crimes (Fernsehserie, Folge 2x07)
- 2016: Rush Hour (Fernsehserie, Folge 1x03)
- 2017: Twin Peaks (Fernsehserie, Folge 3x08)
- 2018–2025: Cobra Kai (Fernsehserie)
- 2019: Victor & Valentino (Fernsehserie, 2 Folgen)
- 2020: Cleopatra in Space (Fernsehserie, 6 Folgen)
- 2022: The Boys Presents: Diabolical (Fernsehserie, 1 Folge)
- seit 2022: Hier kommen die Batwheels (Batweels, Fernsehserie, Stimme)
- 2023: Blue Beetle

## Auszeichnungen (Auswahl)
Young Artist Awards 2014
- Preisträger in der Kategorie Bestes Ensemble in einer Fernsehserie für Parenthood
- Nominierung in der Kategorie Bester Nebendarsteller in einer Fernsehserie für Parenthood

Saturn-Award-Verleihung 2025
- Preisträger in der Kategorie Bester TV-Nachwuchsschauspieler in einer Fernsehserie für Cobra Kai